# Sporopipes
Sporopipes là một chi chim trong họ Ploceidae.